# جهاد عقل
جهاد عقل، فنان فلسطيني، اسمه الكامل جهاد أحمد سعيد عقل. ولد في بيروت سنة 1968.

## نشأته
ولد جهاد عقل في بيروت لبنان عام 1968، درس الموسيقى على يد والده احمد سعيد في ظل ظروف الحرب التي مر بها لبنان في العام 1974،
حين كان في عمر ال6 سنوات فاز بجائزة تقدير من المعهد الوطني للموسيقى بعد عزف مميز قدمه في حفل للمواهب الخاصة في لبنان.
واصل والده تدريسه للموسيقى كلاسيكية دراسة مكثفة وصلت إلى العشر ساعات يوميا" ولمدة اثنا عشر سنة.
"جورج إبراهيم الخوري"، هو الذي أسماه عاشق الكمان. في سن ال 14 عين كعازف في الإذاعة اللبنانية سنة 1983 وكان العازف الاصغر سنا" في تاريخ الإذاعة مما اتاح له فرصة العزف بوجود عمالقة الموسيقى كسليم سحاب.
قاد وشارك وعمل جهاد عقل في عدد من الفرق الموسيقية للفنانين اللبنانيين والعرب كفيروز ووديع الصافي وماجدة الرومي في احتفال ذكرى الحرب اللبنانية في وسط بيروت التجاري،
كما وعزف الفنان جهاد عقل مع صباح، سعاد محمد.
وفي الوقت نفسه سعى إلى دراسة وتوسيع نطاق التعليم الموسيقي له، ليشمل التوزيع والتاليف الموسيقي واللعب المنفرد.

## أهم معزوفاته
صدر له عدد من الالبومات والفيديو كليبات والالحان الخاصة المتميزه باسلوبه الفريد من نوعه.
وأطلق مؤخراً البوماً موسيقياً خاصاً بعنوان «شيراز» ويضم 11 معزوفة.
1. السماء السابعة
2. الشوكولاتة الساخنة
3. ايمان
4. رقصة فارس الكمان
5. شيراز
6. يا حبيبي
7. رباب
8. حبيبتي
9. عتاب
10. قناع زورو
11. مالاكنا

## مهراجانات
فاز جهاد بالعديد من الجوائز بصفته صاحب اسلوب فريد بالموسيقى والعزف المنفرد وقدم العديد من المناسبات المرموقة في جميع انحاء العلم مثل: دار الاوبرا المصرية لعدة سنوات في مهرجانات عدة وفي مهرجانات المغرب وتونس والأردن والقصر الرئاسي اللبناني في القمة العربية في لبنان، وفي الامم المتحدة ولكثير من الملوك والرؤساء ولذالك سمي بعازف الملوك والروئساء.
- مهرجان الموسيقى العربية 14 / دار الاوبرا المصرية – القاهرة 2005-2016[3][4]
- مهرجان موازين الرباط – المغرب 2006
- مهرجان المدينة / تونس 2007
- مهرجانات ليالي الشرق / الدار البيضاء 2007
- مهرجان أغافي الثقافي / اللاذقية 2009
- مهرجان أغافي الثقافي / اللاذقية 2010
- مهرجانات ليالي الشرق / الدار البيضاء 2010
- مهرجان جرش / الأردن 2013
- مهرجان الموسيقى مع فرقة الكونسرفتوار الاونيسكو /لبنان 2014
- مهرجان استخبار الموسيقى / تونس 2014
- مهرجانات الذوق الدولية /لبنان 2015 [5]
- مهرجان اليوبيل الفضي لدار الاوبرا المصرية / القاهرة 2016

## وصلات خارجية
قناة يالا أف أم 